# Długa Przełęcz (Beskid Sądecki)

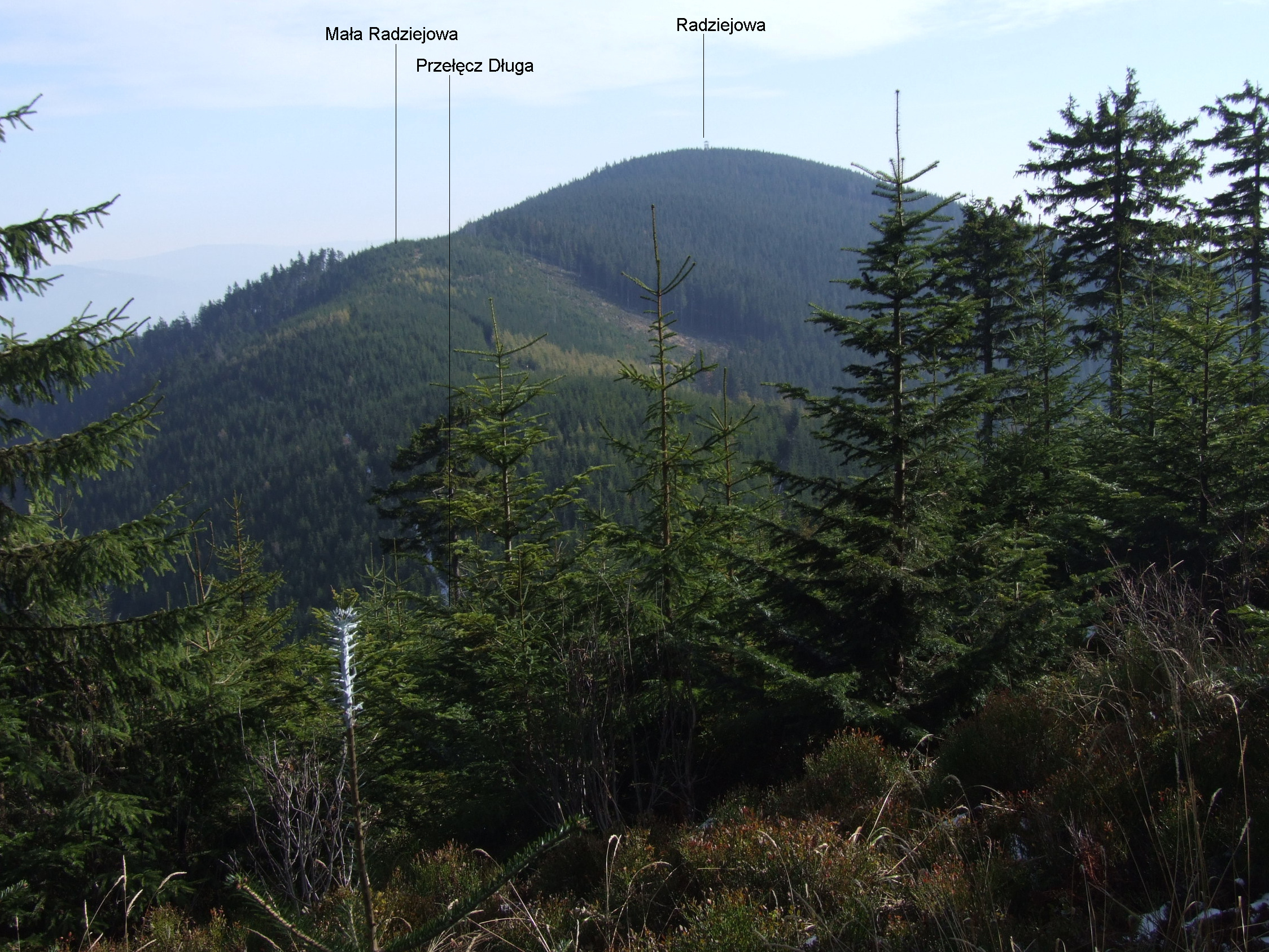
Widok ze Złomistego Wierchu

Przełęcz Długa (1166 m) – przełęcz w głównym grzbiecie Pasma Radziejowej w Beskidzie Sądeckim. Jest to szerokie, łagodne siodło położone pomiędzy Bukowinkami zwanymi też Bukowiną (1209 m) a Małą Radziejową (1206 m). Południowe stoki spod przełęczy opadają do doliny potoku Czarna Woda (dopływ Grajcarka), północne do doliny Średniego Potoku (dopływ Roztoczanki).
Na mapie turystycznej i na starych mapach grzbiet Małej Radziejowej i Przełęcz Długa przedstawione są jako bezleśne. Dane te jednak są już nieaktualne, pochodzą z lat 80. Obecnie tereny te porasta młody, sadzony las. W 1976 w okolicach Radziejowej pojawił się groźny szkodnik drzew – zasnuja wysokogórska. Jej masowy pojaw spowodował obumieranie świerków. Osłabione ich żerowaniem drzewa dodatkowo zostały zaatakowane przez kornika drukarza. By zapobiec rozprzestrzenianiu się tych szkodników, leśnicy wycięli całe połacie lasu na Radziejowej i Złomistym Wierchu Północnym i Złomistym Wierchu Południowym. Później na zrębach sadzono świerki, jodły, a nawet eksperymentalnie limbę.
Przez Przełęcz Długą biegnie granica między miejscowościami Jaworki w powiecie nowotarskim i Roztoka Ryterska w powiecie nowosądeckim.

## Szlaki turystyczne
Przez Przełęcz Długą prowadzi Główny Szlak Beskidzki. Równolegle do niego północnymi stokami Pasma Radziejowej biegnie leśna Ścieżka Teodora.
 Rytro – Niemcowa – Radziejowa – Przełęcz Długa – Złomisty Wierch Południowy – Złomisty Wierch Północny – Prehyba – Krościenko